# Adrien Auzout
Adrien Auzout   (Rouen, 28 de gener de 1622 - Roma, 23 de maig de 1691) va ser un astrònom i físic francès, del segle xvii conegut per les seves invencions d'instruments astronòmics.

## Vida

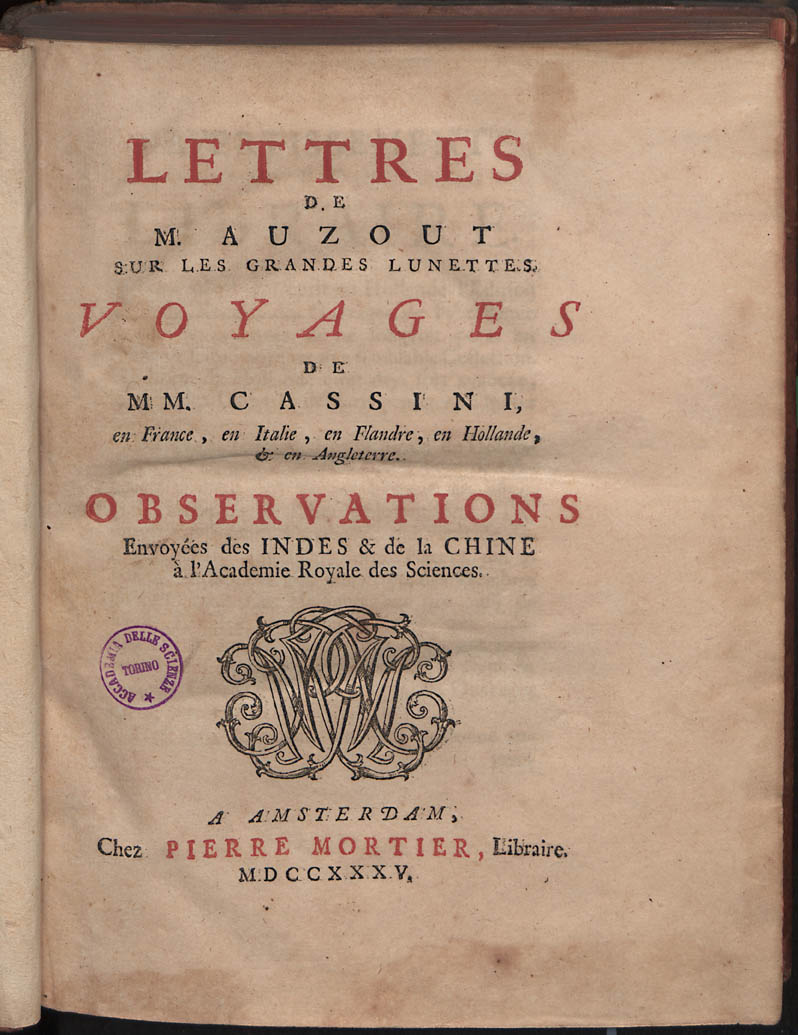
Lettres sur les grandes lunettes, edició de 1735.

Nascut a Rouen, fill d'un funcionari de l'estat, sobre el que no hi ha acord sobre la seva situació econòmica, va ser educat al col·legi jesuïta de Rouen, on potser va conèixer Pascal.
El 1647 es trasllada a París, s'incorpora al cercle de Mersenne i es dona a conèixer per un experiment sobre la pressió atmosfèrica amb una doble cambra de buit.
Durant els anys següents, és el protegit de l'aristòcrata i llibertí d'Elbène. El 1666 és cridat per Colbert per a formar part de a recent fundada Academie Royale des Sciences de Paris i per començar la construcció de l'Observatori de París. Ell serà qui portarà Giovanni Cassini al Observatori.
El 1668 abandona París, sota estranyes circumstàncies, i es trasllada a Roma. Des d'aquest trasllat a Roma no se li coneix cap més activitat fins a la seva mort el 1691.

## Obra
Ja s'ha comentat el seu experiment amb la doble cambra de buit de 1647, amb el que va demostrar que és la pressió atmosfèrica, i no altra cosa, la que fa que el mercuri s'aguanti en el tub invertit, com afirmava Torricelli.
El gener de 1665 va publicar un opuscle amb les efemèrides del cometa de 1664, en el que, com a introducció, escrivia una carta al rei Lluís XIV demanant la creació d'un gran observatori astronòmic a París i la compra d'aparells astronòmics sofisticats. Sembla que aquesta carta va tenir els seus efectes, ja que l'observatori es va crear poc després amb el patronatge reial.
El mateix any, publica una carta oberta, dirigida al Abbé Charles que és una defensa tancada del copernicanisme i de la interpretació al·legòrica de les sagrades escriptures.
El seu treball més important és la invenció d'un micròmetre filar adaptat al telescopi per aconseguir millor precisió en les mesures angulars. Tot i que aquesta idea del micròmetre, ja havia estat pensada anys abans pel britànic William Gascoigne, va ser el treball d'Auzout que el va popularitzar per tot Europa.
També són importants els seus treballs sobre les perversions òptiques de les lents.